# Amphipoea hoenei
Amphipoea hoenei là một loài bướm đêm trong họ Noctuidae.